# Ehreguta von Bregenz
Die Ehreguta von Bregenz ist eine sagenhafte Figur aus dem Appenzellerkrieg des ausgehenden Mittelalters und wichtiger Bestandteil der Vorarlberger, insbesondere aber der Bregenzer Sagenlandschaft. Ob es sich um eine historische Person handelt, wird kontrovers beurteilt.
Während der Belagerung von Bregenz im Spätherbst und Winter 1407/08 habe sie Angriffspläne der Belagerer auskundschaften können und so Bregenz gerettet. Nach ihr ist in Bregenz ein Platz und eines der wenigen erhalten gebliebenen, in der Bausubstanz spätmittelalterlichen Bauensembles benannt. Es bestehen mehrere Varianten dieser Sage. In der unten wiedergegebenen Kurzform wurde sie erstmals von Franz Josef Vonbun gesammelt und 1858 vom Verlag Wagner in Innsbruck publiziert. Ein Sandsteinrelief der röm.-kelt. Göttin Epona, das über dem Nordtor der alten Stadtmauer eingemauert worden war und 1980 in das Vorarlberger Landesmuseum gebracht wurde, galt bis ins späte 19. Jh. als Bildnis der Guta.

## Die Sage

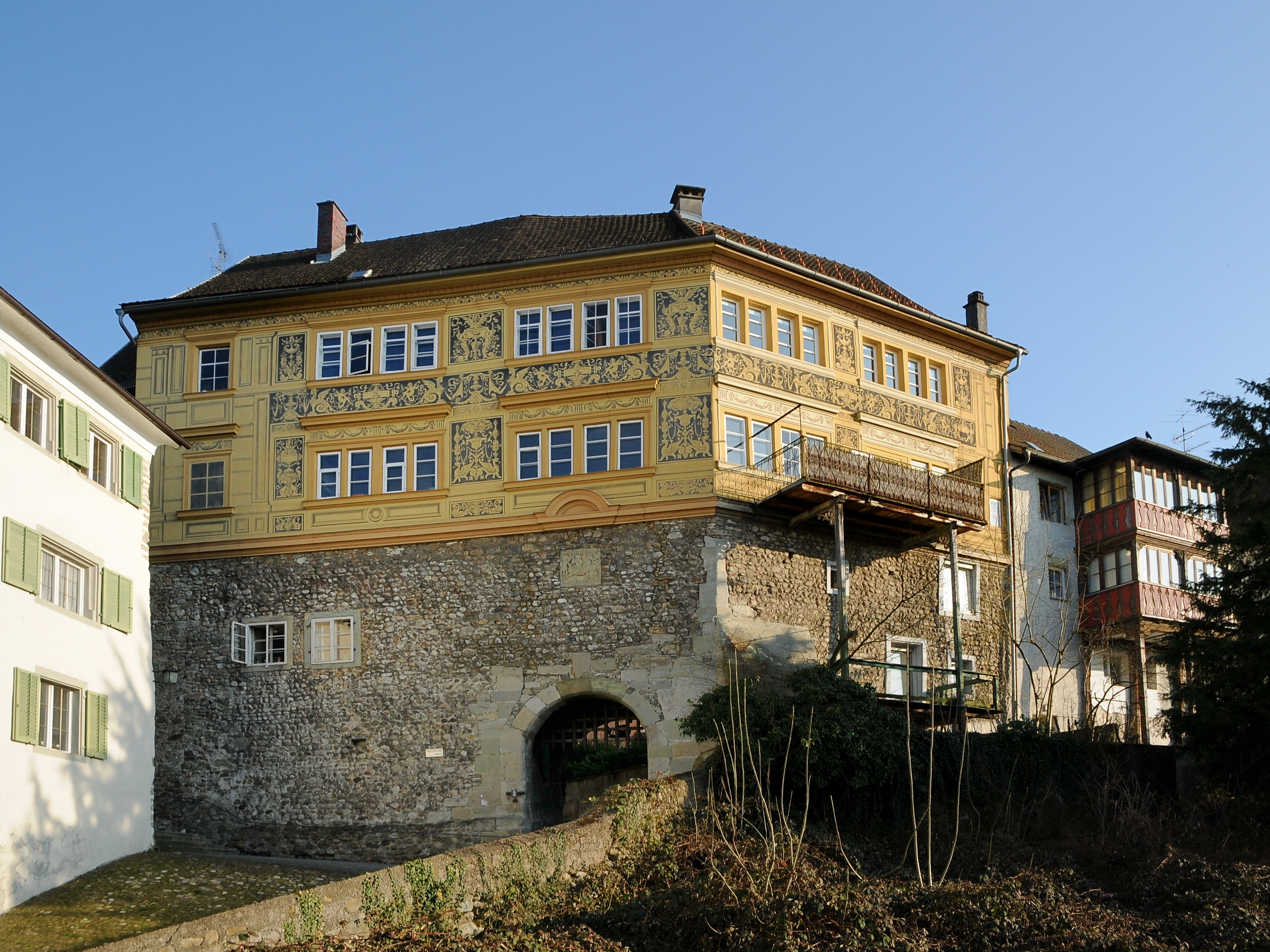
In den Fundamenten spätmittelalterliche Bausubstanz am Ehregutaplatz in Bregenz. Über dem Torbogen (helles Rechteck) eine Kopie des Reliefs der Epona

Kurz zusammengefasst berichtet die Sage von einem Weiblein, das in einer Rankweiler Schenke Hauptleute des Bundes ob dem See belauschte, als diese berieten, wie die belagerte Stadt Bregenz einzunehmen sei. Sie wurde ertappt und musste schwören, nichts zu verraten. Trotzdem machte sie sich bei Schneetreiben und Eiseskälte auf den Weg nach Bregenz und informierte die Ratsherren der Stadt, sodass der Angriff der Appenzeller vereitelt und diese schließlich vernichtend geschlagen werden konnten. Um ihren Eid nicht zu brechen, sprach sie nicht mit den Ratsherrn selbst, sondern mit dem Ofen der Ratsstube. Als Dank forderte sie Kleidung, gutes Essen und Unterkunft, sowie das Versprechen, dass die Nachtwache von Martini bis Lichtmess die 9. Abendstunde mit „Ehret die Guta“ anzuzeigen habe. Angeblich wurde dieses Versprechen über 400 Jahre, bis 1812 eingehalten.

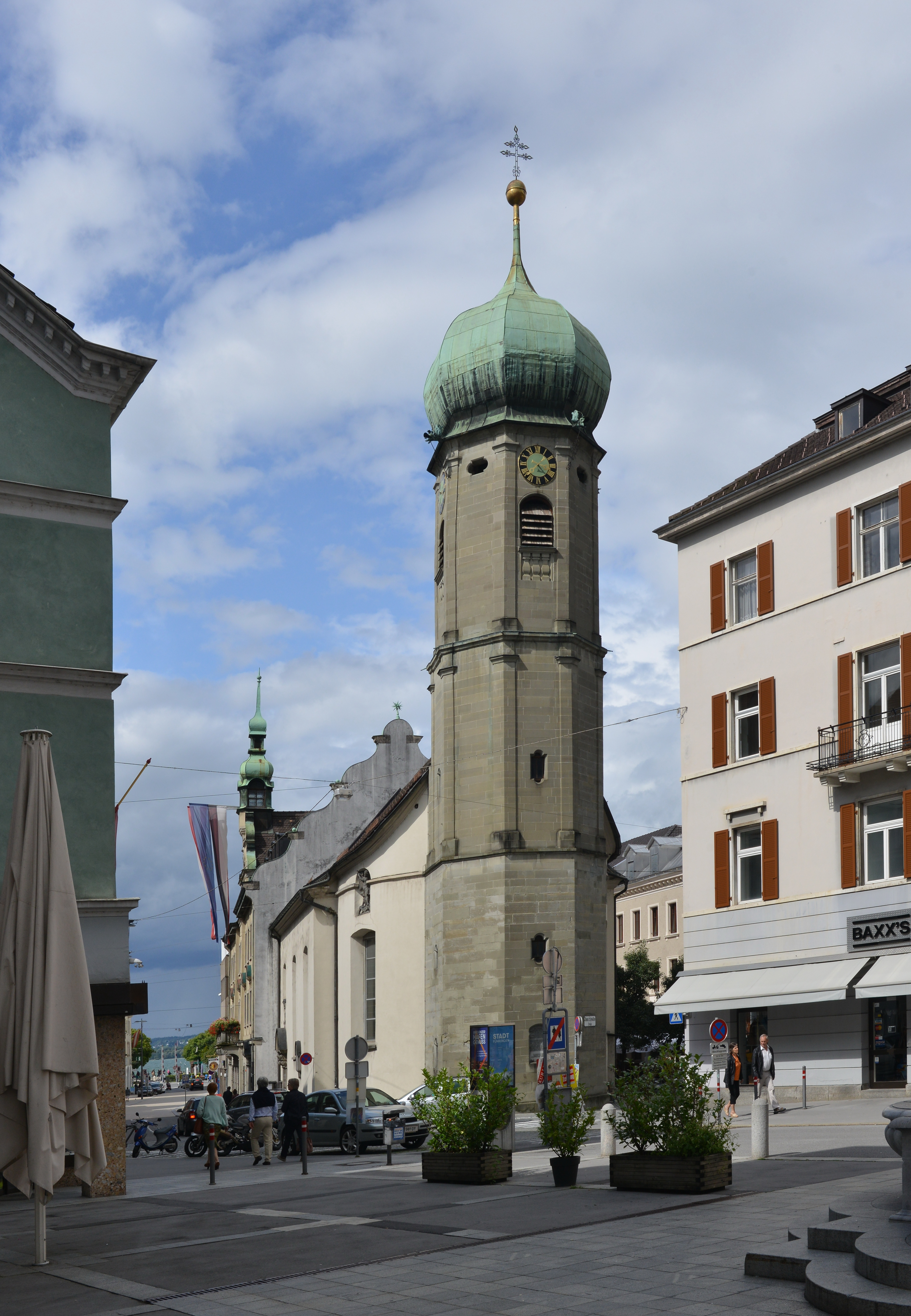
Die Seekapelle wurde 1445 über dem Bestattungsort der in der Schlacht bei Bregenz Gefallenen Schweizer erbaut

## Der historische Kern
Nach fast vier Monaten hatte sich gegen Ende des Jahres 1407 die Belagerung von Bregenz durch Feldkircher und Appenzeller Truppen sowie Verbänden des Bundes ob dem See festgefahren. Trotz Einsatz schwerer Wurfmaschinen war es den Belagerern nicht gelungen, die Stadt, die sich noch immer über den Bodensee versorgen konnte, einzunehmen. Die Witterung war anhaltend schlecht, es war bitterkalt. Entsprechend schlecht war die Stimmung und die militärische Disziplin der verbündeten Truppen, die fast ausschließlich aus Söldnern bestand. Auch ihr Sold wurde nur mehr unregelmäßig oder gar nicht ausbezahlt, was weiter zur Schwächung der Kampfmoral beitrug. Am 4. Januar 1408 beschloss der Bundestag des Bundes ob dem See die Hälfte seiner regulären Truppen nach Bregenz zu schicken, um die Belagerung der Stadt endlich zu einem Abschluss zu bringen. Gleichzeitig sammelten schwäbische Adelige, die sich unter dem Sankt Jörgenschild vereinigten, Truppen, um Bregenz zu entsetzen. In Oberschwaben befürchtete man, dass sich die Schweizer Expansion nach dem Fall von Bregenz in diese Richtung ausdehnen würde. Die Aufstellung eines schlagkräftigen Verbandes erwies sich wegen der vielen partikulären Interessen jedoch als schwierig und kam erst in Schwung, als die Nachricht von den geplanten, massiven Truppenverstärkungen der Schweizer eintraf. Am Abend des 12. Januar 1408 sammelte sich – von den Belagerern unbemerkt – ein starkes Ritterheer verstärkt durch Konstanzer Schiffsverbände vor Bregenz. Am frühen Morgen des 13. Januar erfolgte der Angriff, der die Belagerer völlig überraschte. Ihre Niederlage war vollkommen. Unter Zurücklassung ihres gesamten Kriegsgerätes (darunter auch eine Appenzellerin genannte, schwere Wurfmaschine) konnten sie sich nur noch den Weg zur Flucht freikämpfen; auch das Banner des Bundes, das später von Feldmarschall Carl Gustav Wrangel nach Schweden verbracht wurde, ging verloren. Da die Ritter das Heranrücken der bündischen Verstärkung fürchteten, wagten sie es nicht, die Fliehenden zu verfolgen. Zurück blieben die etwa 30 Toten, unter ihnen auch einer der Anführer des Bundes, Jakob Kupferschmid; sie wurden in einer Grube bestattet, worüber etwas später eine Kapelle, die heutige Seekapelle errichtet wurde. Grabungen bestätigten den Bestattungsort. Bald danach, am 4. April 1408, kam es unter dem Vorsitz von König Ruprecht in Konstanz zum Friedensschluss, der den Appenzeller Krieg beendete und in dem die Auflösung des Bundes ob dem See beschlossen wurde.

## Guta als mögliche historische Person

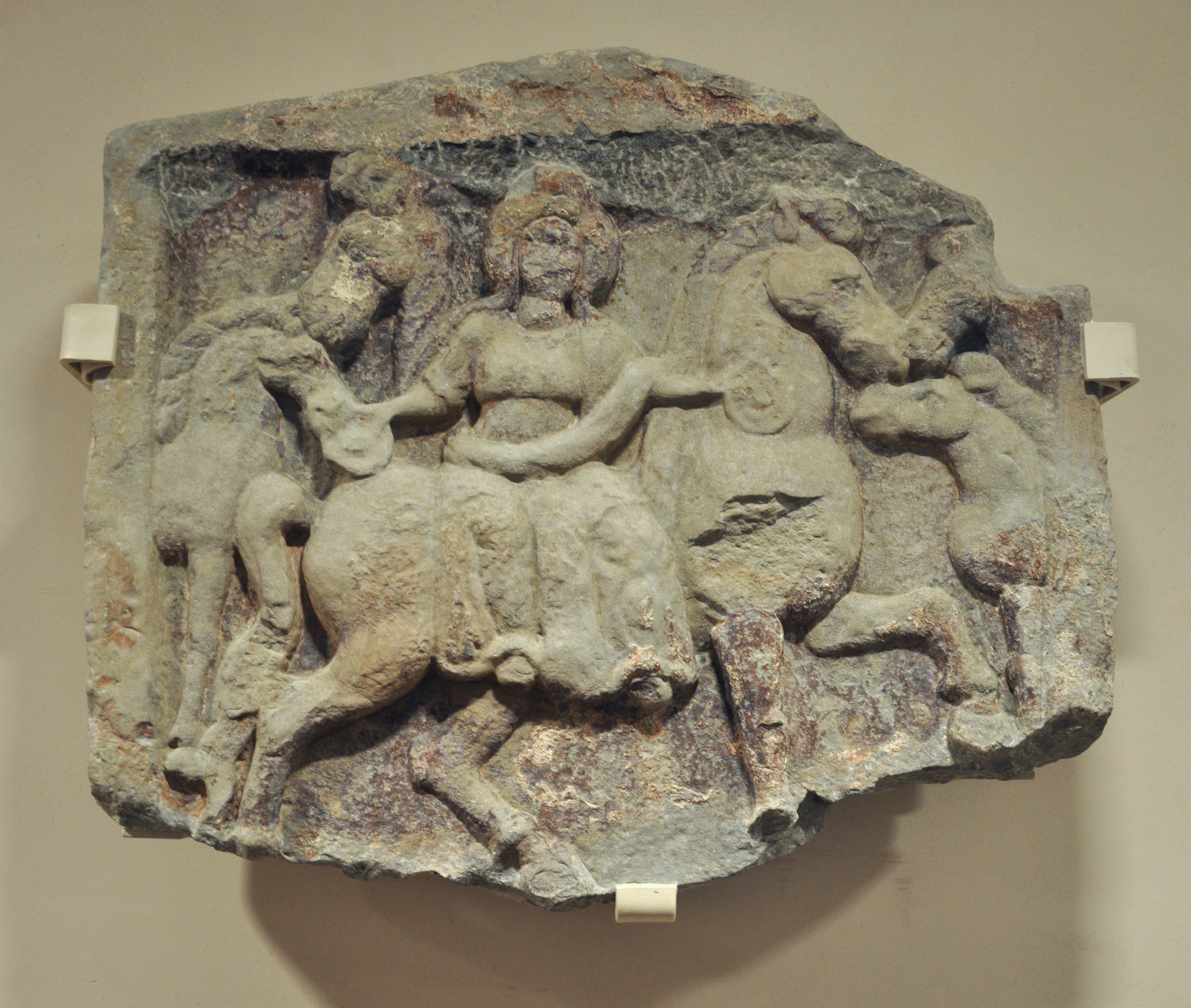
Das Eponarelief wurde lange Zeit für eine Darstellung der Guta gehalten

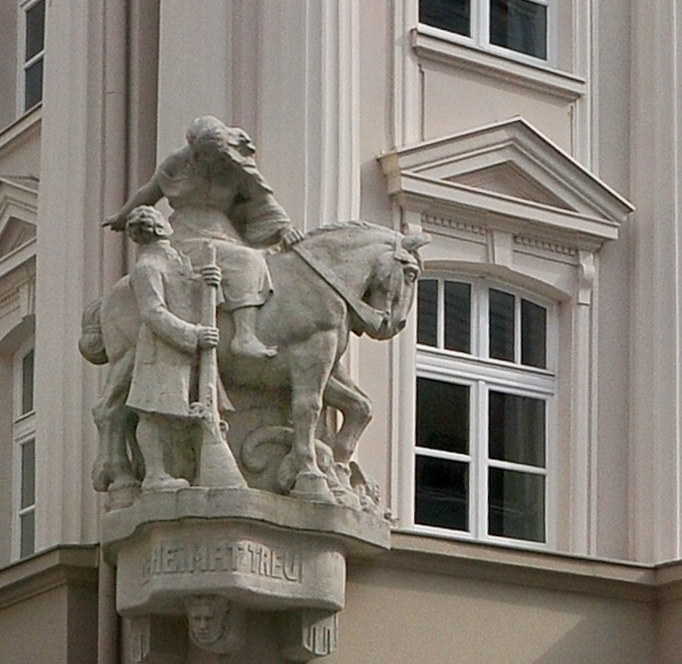
Die Ehreguta darstellende Eckplastik am alten Landhaus von Bregenz von Hans Piffrader bezeugt die auch noch zu Beginn des 20. Jh. lebendige Ehregutaverehrung

Zeitgenössische Quellen wissen nichts von der Beteiligung einer Frau an diesem Geschehen. Erst der Berner Chronist Michael Stettler erwähnt 1627 in seiner „Schweitzer Chronic“ erstmals eine Frau, seinem Blickwinkel entsprechend mit negativer Konnotation. Eine „Weibsperson“ habe die Verstärkungspläne der Schweizer verraten und so den Sieg des schwäbischen Ritterheeres ermöglicht. Ob die Erwähnung einer Spionin nur als Versuch gedeutet werden kann, die verheerende Niederlage der sonst so sieggewohnten Appenzeller zu erklären, oder ob es sich um reales historisches Geschehen handelt, kann heute nicht mehr geklärt werden. Jedenfalls ist der Einsatz  weiblicher Kundschafterinnen nicht völlig ungewöhnlich. 30 Jahre später, 1656 greift Franz Ransperg, zwar selbst Appenzeller, aber Mehrerauer Chronist und daher Vertreter der Gegenseite, die Beteiligung einer Frau in diesem Geschehen auf und formt sie positiv um. Erstmals erhält die Kundschafterin den Namen Guta. Unklar bleibt, ob Ransperg Stettlers Chronic kannte, oder ob diese Frauengestalt zu dieser Zeit bereits Bestandteil der Volksüberlieferung war. Josef von Bergmann, ein aus Hittisau stammender Historiker und Philologe hält die Beteiligung einer Frau an diesem Geschehen für unzweifelhaft. („Dass ein Weib großes Verdienst um die Rettung der Stadt Bregenz hatte, ist außer Zweifel“) Gleichermaßen überzeugt von Guta als historischer Person ist Johann Nepomuk Vanotti, der in seiner großen Geschichte der Grafen von Montfort und von Werdenberg schreibt: „In dieser Niederlage der Appenzeller vor Bregenz trug ein armes Weib von Bregenz, Guta mit Namen, vieles bei.“ Schließlich ist auch für Benedikt Bilgeri die Beteiligung einer Frau an diesem Geschehen eine „ernstzunehmende historische Volkssage“. Entschieden ablehnend dagegen urteilt Josef Zösmair. Von der Beteiligung einer Frau könne keine Rede sein, fasst er zusammen und führt als Hauptargument an, dass über 200 Jahre vergehen, bis erstmals eine Frau in diesem Kontext erwähnt wird, die vielen zeitnahen Quellen aber darüber nichts berichten. Kritisch, aber ohne abschließendes Urteil, beleuchtet auch Hans Zipf den historischen Kern der Sage. Vor allem verweist er darauf, das Frauen als Stadtretterinnen beliebte Sagengestalten sind, und auch das Erzähldetail mit dem Ofen ein in der Sagenwelt einige Male aufscheinender Topos ist.
Von der Herkunft der Guta verrät die Sage, dass sie aus der Schweiz komme, aber eigentlich nirgendwo zu Hause sei, wie der Wind und wie die wilden Tiere. Sie scheint also eine Nichtsesshafte, eine Landstreicherin, gewesen zu sein. Ihren Namen leitet Bergmann von Juditha her und bildet damit eine Verbindung zu jener biblischen Gestalt, die als Spionin ins Lager der Assyrer schleicht, den von ihrer Schönheit betörten Holofernes den Kopf abschlagen kann und so Jerusalem rettet. Wahrscheinlicher ist aber eine Herleitung von mhd. Guota, die Tüchtige, Angesehene, ein im Mittelalter – vor allem im alemannischen Raum – durchaus gebräuchlicher weiblicher Vorname.
Vor allem, weil die Quellenlage es nicht erlaubt, festzustellen, ab wann die Guta Inhalt des Volksgeschichtsbewusstseins geworden ist, kann man heute auch nicht mehr entscheiden, ob Guta von Bregenz als historische Person gelten kann oder nicht. Sicher ist nur, dass die Beteiligung einer Frau am Entsatz von Bregenz erst 200 Jahre nach dem Geschehen erstmals erwähnt wird, und auch da ohne die Details, die später in diese Sage einflossen. Es kann also nur festgestellt werden, dass ab dem frühen 17. Jh. sowohl von Schweizer als auch von Bregenzer Seite eine Frau in dieser Thematik eine Rolle spielt, und zu dieser Zeit (oder auch schon früher) in der mündlichen Erzähltradition verankert gewesen sein muss. Wie viele, lange nur mündlich tradierte Stoffkerne, wurde auch dieser mit Details aus anderen Sagenfeldern angereichert, bis jene Sage entstand, die Vonbun gesammelt, erläutert und 1858 einem breiteren Publikum nähergebracht hat.